# Ján Nemček
Ján Nemček (6. ledna 1932 – 23. března 2012) byl slovenský a československý politik a bezpartijní poslanec Sněmovny lidu Federálního shromáždění za normalizace.

## Biografie
K roku 1981 se profesně uvádí jako dělník. Ve volbách roku 1981 zasedl do Sněmovny lidu (volební obvod č. 154 - Senica, Západoslovenský kraj). Mandát obhájil ve volbách roku 1986 (obvod Senica). Ve Federálním shromáždění setrval do ledna 1990, kdy byl zbaven mandátu v rámci procesu kooptací do Federálního shromáždění po sametové revoluci.